# Лауреаты Государственной премии Украины в области науки и техники (1979)
Лауреаты Государственной премии УССР в области науки и техники 1979 года — перечень награждённых государственной наградой Украинской ССР, присужденной в 1978 году за достижения в науке и технике.
На основании представления Комитета по Государственным премиям Украины в области науки и техники Центральный Комитет Компартии Украины и Совет Министров УССР издали постановление № 555 от 9 декабря 1979 года «О присуждении Государственных премий УССР в области науки и техники 1979 года».

## Лауреаты
| Премированная работа | Лауреат                             | Кратко о лауреате |
| --- | ----------------------------------- | --- |
| Цикл работ по исследованию закономерностей роста и развития микроорганизмов в условиях космического полёта | Конищин, Николай Иванович           | заведующий лабораторией Института молекулярной биологии и генетики АН УССР |
| Цикл работ по исследованию закономерностей роста и развития микроорганизмов в условиях космического полёта | Поливода, Лариса Васильевна         | младший научный сотрудник Института молекулярной биологии и генетики Академии наук УССР                                                                                                   |
| Цикл работ по исследованию закономерностей роста и развития микроорганизмов в условиях космического полёта | Манько, Валентина Григорьевна       | старший Инженер Института молекулярной биологии и генетики Академии наук УССР |
| Цикл работ по исследованию закономерностей роста и развития микроорганизмов в условиях космического полёта | Бабский, Виталий Генрихович         | кандидат физико-математических наук, старший научный сотрудник Института молекулярной биологии и генетики Академии наук УССР                                                              |
| Цикл работ по исследованию закономерностей роста и развития микроорганизмов в условиях космического полёта | Нечитайло, Галина Семёновна         | кандидат биологических наук, старший научный сотрудник Института молекулярной биологии и генетики Академии наук УССР                                                                      |
| Цикл работ по исследованию закономерностей роста и развития микроорганизмов в условиях космического полёта | Машинский, Александр Львович        | кандидат биологических наук, старший научный сотрудник Института молекулярной биологии и генетики Академии наук УССР                                                                      |
| Цикл работ по исследованию закономерностей роста и развития микроорганизмов в условиях космического полёта | Гречко, Георгий Михайлович          | кандидат технических наук, космонавт-испытатель |
| Цикл работ по исследованию закономерностей роста и развития микроорганизмов в условиях космического полёта | Кордюм, Виталий Арнольдович         | доктор биологических наук, заведующий отделом Института молекулярной биологии и генетики Академии наук УССР                                                                               |
| Цикл работ по исследованию закономерностей роста и развития микроорганизмов в условиях космического полёта | Кордюм, Елизавета Львовна           | доктор биологических наук, старший научный сотрудник Института ботаники имени М. Г. Холодного Академии наук УССР                                                                          |
| Цикл работ по исследованию закономерностей роста и развития микроорганизмов в условиях космического полёта | Сытник, Константин Меркурьевич      | академик Академии наук УССР, директор Института ботаники имени М. Г. Холодного Академии наук УССР                                                                                         |
| Разработка и внедрение новой технологии проектирования и управления на базе ЭВМ третьего поколения | Андреев, Александр Викторович       | заместитель начальника цеха производственного объединения «Электрон» |
| Разработка и внедрение новой технологии проектирования и управления на базе ЭВМ третьего поколения | Шкуркин, Юрий Петрович              | начальник специального конструкторского бюро системотехники производственного объединения «Электрон»                                                                                      |
| Разработка и внедрение новой технологии проектирования и управления на базе ЭВМ третьего поколения | Вьюн, Виталий Иванович              | кандидат физико-математических наук, заведующий отделом специального конструкторского бюро математических машин и систем Института кибернетики Академии наук УССР                         |
| Разработка и внедрение новой технологии проектирования и управления на базе ЭВМ третьего поколения | Веренко, Ярослав Григорьевич        | главный конструктор проекта специального конструкторского бюро математических машин и систем Института кибернетики Академии наук УССР                                                     |
| Разработка и внедрение новой технологии проектирования и управления на базе ЭВМ третьего поколения | Кобозев, Александр Алексеевич       | кандидат технических наук, главный конструктор проекта специального конструкторского бюро математических машин и систем Института кибернетики Академии наук УССР                          |
| Разработка и внедрение новой технологии проектирования и управления на базе ЭВМ третьего поколения | Оприско, Юрий Иосифович             | кандидат технических наук, генеральный директор научно-технического объединения «Горсистемотехника»                                                                                       |
| Разработка и внедрение новой технологии проектирования и управления на базе ЭВМ третьего поколения | Антипов, Юрий Евгеньевич            | кандидат технических наук, начальник отдела предприятия п/я А-1572 |
| Разработка и внедрение новой технологии проектирования и управления на базе ЭВМ третьего поколения | Саркисян, Фадей Тачатович           | академик Академии наук Армянской ССР |
| Разработка и внедрение новой технологии проектирования и управления на базе ЭВМ третьего поколения | Колчак, Анатолий Дмитриевич         | начальник координационно-вычислительного центра Николаевского вычислительного центра |
| Разработка и внедрение новой технологии проектирования и управления на базе ЭВМ третьего поколения | Дмитриев, Эдуард Павлович           | директор Николаевского вычислительного центра |
| Цикл работ по общей теории оболочек и исследованию полей напряжений в оболочках сложного строения и формы | Григоренко, Ярослав Михайлович      | член-корреспондент Академии наук УССР, заместитель директора Института механики Академии наук УССР                                                                                        |
| Цикл работ по общей теории оболочек и исследованию полей напряжений в оболочках сложного строения и формы | Кильчевский, Николай Александрович  | академик Академии наук УССР |
| Цикл работ по общей теории оболочек и исследованию полей напряжений в оболочках сложного строения и формы | Гузь, Александр Николаевич          | академик Академии наук УССР, директор Института механики Академии наук УССР |
| Работа «Просветление плазмовых волновых барьеров вследствие линейных кинетических эффектов» | Филипенко, Владислав Ефимович       | старший научный сотрудник Харьковского государственного университета имени О. М. Горького                                                                                                 |
| Работа «Просветление плазмовых волновых барьеров вследствие линейных кинетических эффектов» | Лиситченко, Виктор Васильевич       | инженер Института ядерных исследований Академии наук УССР |
| Работа «Просветление плазмовых волновых барьеров вследствие линейных кинетических эффектов» | Муратов, Владимир Иванович          | кандидат физико-математических наук, заведующий кафедрой Харьковского государственного университета имени А. М. Горького                                                                  |
| Работа «Просветление плазмовых волновых барьеров вследствие линейных кинетических эффектов» | Свавольный, Николай Евгеньевич      | старший инженер Института ядерных исследований Академии наук УССР |
| Работа «Просветление плазмовых волновых барьеров вследствие линейных кинетических эффектов» | Усталов, Валентин Васильевич        | кандидат физико-математических наук, Младший научный сотрудник Института ядерных исследований Академии наук УССР                                                                          |
| Работа «Просветление плазмовых волновых барьеров вследствие линейных кинетических эффектов» | Водяницкий, Александр Андреевич     | младший научный сотрудник Харьковского физико-технического института Академии наук УССР                                                                                                   |
| Работа «Просветление плазмовых волновых барьеров вследствие линейных кинетических эффектов» | Романюк, Леонид Иванович            | кандидат физико-математических наук, старший научный сотрудник Института ядерных исследований Академии наук УССР                                                                          |
| Работа «Просветление плазмовых волновых барьеров вследствие линейных кинетических эффектов» | Моисеев, Семён Самойлович           | доктор физико-математических наук, старший научный сотрудник |
| Работа «Просветление плазмовых волновых барьеров вследствие линейных кинетических эффектов» | Ерохин, Николай Сергеевич           | кандидат физико-математических наук, старший научный сотрудник |
| Работа «Просветление плазмовых волновых барьеров вследствие линейных кинетических эффектов» | Ораевский, Виктор Николаевич        | доктор физико-математических наук, начальник отдела научно-производственного объединения «Энергия»                                                                                        |
| Учебник «Процессы и аппараты пищевых производств», опубликованный в 1976 году (3-е издание) | Редько, Фёдор Акимович (посмертно)  | |
| Учебник «Процессы и аппараты пищевых производств», опубликованный в 1976 году (3-е издание) | Лисянский, Виктор Маркович          | доктор технических наук, профессор Киевского технологического института пищевой промышленности                                                                                            |
| Учебник «Процессы и аппараты пищевых производств», опубликованный в 1976 году (3-е издание) | Попов, Владимир Дмитриевич          | доктор технических наук, заведующий кафедрой Киевского технологического института пищевой промышленности                                                                                  |
| Учебник «Процессы и аппараты пищевых производств», опубликованный в 1976 году (3-е издание) | Стабников, Всеволод Николаевич      | доктор технических наук, заведующий кафедрой Киевского технологического института пищевой промышленности                                                                                  |
| Учебник «Детские болезни», опубликованный в 1975 году (2-е издание) | Руднев, Иван Михайлович (посмертно) | доктор медицинских наук |
| Учебник «Детские болезни», опубликованный в 1975 году (2-е издание) | Резник, Борис Яковлевич             | доктор медицинских наук, заведующий кафедрой Одесского медицинского института имени М. И. Пирогова                                                                                        |
| Учебник «Детские болезни», опубликованный в 1975 году (2-е издание) | Гнатюк, Александр Иванович          | доктор медицинских наук, заведующий кафедрой Винницкого медицинского института имени М. И. Пирогова                                                                                       |
| Учебник «Детские болезни», опубликованный в 1975 году (2-е издание) | Мошич, Пётр Степанович              | доктор медицинских наук, заведующий кафедрой Киевского медицинского института имени академика А. А. Богомольца                                                                            |
| Учебник «Детские болезни», опубликованный в 1975 году (2-е издание) | Гудзенко, Прокопий Никитович        | доктор медицинских наук, заведующий кафедрой Киевского медицинского института имени академика О. О. Богомольца                                                                            |
| Работа «Научные основы, разработка технологии, промышленное производство и применение биологически полноценных молочных продуктов для младенцев» | Брызгин, Михаил Иванович            | кандидат экономических наук, старший научный сотрудник Киевского технологического института пищевой промышленности                                                                        |
| Работа «Научные основы, разработка технологии, промышленное производство и применение биологически полноценных молочных продуктов для младенцев» | Комиссаренко, Сергей Васильевич     | кандидат биологических наук, заведующий лабораторией Института биохимии имени А. В. Палладина Академии наук УССР                                                                          |
| Работа «Научные основы, разработка технологии, промышленное производство и применение биологически полноценных молочных продуктов для младенцев» | Мельник, Александра Ивановна        | кандидат медицинских наук, старший научный сотрудник Киевского научно-исследовательского института педиатрии, акушерства и гинекологии имени Героя Советского Союза профессор П. М. Буйко |
| Работа «Научные основы, разработка технологии, промышленное производство и применение биологически полноценных молочных продуктов для младенцев» | Балезина, Тамара Аркадиевна         | кандидат медицинских наук, старший научный сотрудник Киевского научно-исследовательского института педиатрии, акушерства и гинекологии имени Героя Советского Союза профессор П. М. Буйко |
| Работа «Научные основы, разработка технологии, промышленное производство и применение биологически полноценных молочных продуктов для младенцев» | Отт, Валентина Дмитриевна           | доктор медицинских наук, руководитель отдела Киевского научно-исследовательского института педиатрии, акушерства и гинекологии имени Героя Советского Союза профессор П. М. Буйко         |
| Работа «Научные основы, разработка технологии, промышленное производство и применение биологически полноценных молочных продуктов для младенцев» | Бородай, Иван Васильевич            | заместитель Министра мясной и молочной промышленности УССР |
| Работа «Научные основы, разработка технологии, промышленное производство и применение биологически полноценных молочных продуктов для младенцев» | Забудская, Лидия Филипповна         | руководитель группы, работник Украинского научно-исследовательского института мясной и молочной промышленности                                                                            |
| Работа «Научные основы, разработка технологии, промышленное производство и применение биологически полноценных молочных продуктов для младенцев» | Кашкарева, Елена Ивановна           | кандидат медицинских наук, старший научный сотрудник Украинского научно-исследовательского института мясной и молочной промышленности                                                     |
| Работа «Научные основы, разработка технологии, промышленное производство и применение биологически полноценных молочных продуктов для младенцев» | Ересько, Георгий Алексеевич         | кандидат технических наук, директор Украинского научно-исследовательского института мясной и молочной промышленности                                                                      |
| Работа «Научные основы, разработка технологии, промышленное производство и применение биологически полноценных молочных продуктов для младенцев» | Андриевская, Лидия Васильевна       | кандидат сельскохозяйственных наук, заведующая лабораторией Украинского научно-исследовательского института мясной и молочной промышленности                                              |
| Разработка и внедрение эффективных методов централизованных перевозок автомобильным транспортом сверхгабаритного тяжеловесного устзначительная единичная мощность для химической промышленности и металлургической промышленности (в нераздельном виде) | Бизер, Леонид Яковлевич             | заместитель заведующего лабораторией Всесоюзного научно-исследовательского института по монтажным и специальным строительным работам                                                      |
| Разработка и внедрение эффективных методов централизованных перевозок автомобильным транспортом сверхгабаритного тяжеловесного устзначительная единичная мощность для химической промышленности и металлургической промышленности (в нераздельном виде) | Завгородний, Иван Павлович          | кандидат технических наук, доцент Запорожского машиностроительного института имени В. Я. Чубаря                                                                                           |
| Разработка и внедрение эффективных методов централизованных перевозок автомобильным транспортом сверхгабаритного тяжеловесного устзначительная единичная мощность для химической промышленности и металлургической промышленности (в нераздельном виде) | Смелянский, Юзеф Моисеевич          | начальник диспетчерской службы Днепропетровского областного управления грузового автотранспорта                                                                                           |
| Разработка и внедрение эффективных методов централизованных перевозок автомобильным транспортом сверхгабаритного тяжеловесного устзначительная единичная мощность для химической промышленности и металлургической промышленности (в нераздельном виде) | Лигай, Андрей Иванович              | начальник Днепропетровского областного управления грузового автотранспорта |
| Разработка и внедрение эффективных методов централизованных перевозок автомобильным транспортом сверхгабаритного тяжеловесного устзначительная единичная мощность для химической промышленности и металлургической промышленности (в нераздельном виде) | Зеленчук, Евгений Васильевич        | заместитель начальника управления Министерства автомобильного транспорта УССР |
| Разработка и внедрение эффективных методов централизованных перевозок автомобильным транспортом сверхгабаритного тяжеловесного устзначительная единичная мощность для химической промышленности и металлургической промышленности (в нераздельном виде) | Степура, Иван Никифорович           | водитель Днепропетровского автотранспортного предприятия 03662 |
| Разработка и внедрение эффективных методов централизованных перевозок автомобильным транспортом сверхгабаритного тяжеловесного устзначительная единичная мощность для химической промышленности и металлургической промышленности (в нераздельном виде) | Золоторог, Григорий Дмитриевич      | водитель Днепропетровского автотранспортного предприятия 03662 |
| Разработка и внедрение эффективных методов централизованных перевозок автомобильным транспортом сверхгабаритного тяжеловесного устзначительная единичная мощность для химической промышленности и металлургической промышленности (в нераздельном виде) | Ковалёв, Николай Лукьянович         | начальник Днепропетровского автотранспортного предприятия 03662 |
| Разработка и внедрение эффективных методов централизованных перевозок автомобильным транспортом сверхгабаритного тяжеловесного устзначительная единичная мощность для химической промышленности и металлургической промышленности (в нераздельном виде) | Срубасовский, Георгий Казимирович   | замминистра Министерства автомобильного транспорта УССР |
| Разработка и внедрение высокоэффективных научно-технических решений по повышению надежности водоснабжения городов и по комплексной экономии водных, энергетических и материальных ресурсов                                                              | Шубов, Григорий Самуилович          | начальник сектора Украинского государственного проектного института «Тяжпромавтоматика»                                                                                                   |
| Разработка и внедрение высокоэффективных научно-технических решений по повышению надежности водоснабжения городов и по комплексной экономии водных, энергетических и материальных ресурсов                                                              | Таубе, Владимир Михайлович          | директор Украинского государственного проектного института «Тяжпромавтоматика» |
| Разработка и внедрение высокоэффективных научно-технических решений по повышению надежности водоснабжения городов и по комплексной экономии водных, энергетических и материальных ресурсов                                                              | Черепаха, Анатолий Константинович   | заведующий лабораторией Специального конструкторского бюро систем автоматического управления Всесоюзного объединения «Союзпромавтоматика»                                                 |
| Разработка и внедрение высокоэффективных научно-технических решений по повышению надежности водоснабжения городов и по комплексной экономии водных, энергетических и материальных ресурсов                                                              | Диденко, Константин Иванович        | кандидат технических наук, начальник Специального конструкторского бюро систем автоматического управления Всесоюзного объединения «Союзпромавтоматика»                                    |
| Разработка и внедрение высокоэффективных научно-технических решений по повышению надежности водоснабжения городов и по комплексной экономии водных, энергетических и материальных ресурсов                                                              | Ведерников, Валентин Вадимович      | начальник управления коммунального хозяйства исполкома Харьковского областного совета народных депутатов                                                                                  |
| Разработка и внедрение высокоэффективных научно-технических решений по повышению надежности водоснабжения городов и по комплексной экономии водных, энергетических и материальных ресурсов                                                              | Евдокимов, Анатолий Гаврилович      | доктор технических наук, заведующий кафедрой Харьковского института инженеров коммунального строительства                                                                                 |
| Разработка и внедрение высокоэффективных научно-технических решений по повышению надежности водоснабжения городов и по комплексной экономии водных, энергетических и материальных ресурсов                                                              | Дашевский, Евгений Всеволодович     | начальник цеха Производственного управления водопроводного хозяйства города Харькова |
| Разработка и внедрение высокоэффективных научно-технических решений по повышению надежности водоснабжения городов и по комплексной экономии водных, энергетических и материальных ресурсов                                                              | Шаповалов, Виктор Николаевич        | начальник отдела Производственного управления водопроводного хозяйства города Харькова |
| Разработка и внедрение высокоэффективных научно-технических решений по повышению надежности водоснабжения городов и по комплексной экономии водных, энергетических и материальных ресурсов                                                              | Магер, Афанасий Антонович           | главный инженер Производственного управления водопроводного хозяйства города Харькова |
| Разработка и внедрение высокоэффективных научно-технических решений по повышению надежности водоснабжения городов и по комплексной экономии водных, энергетических и материальных ресурсов                                                              | Петросов, Валерий Альбертович       | кандидат технических наук, начальник Производственного управления водопроводного хозяйства города Харькова                                                                                |
| Создание серии паровых турбин единичной мощностью 500 000 кВт (типа К-500-65/3000) для атомных электростанций | Герман, Самуил Иосифович            | кандидат технических наук, главный конструктор проекта Всесоюзного проектно-технологического института энергетического машиностроения                                                     |
| Создание серии паровых турбин единичной мощностью 500 000 кВт (типа К-500-65/3000) для атомных электростанций | Назаров, Игорь Константинович       | кандидат технических наук, заместитель председателя научно-технического совета Министерства энергетического машиностроения                                                                |
| Создание серии паровых турбин единичной мощностью 500 000 кВт (типа К-500-65/3000) для атомных электростанций | Брюханов, Виктор Петрович           | директор Чернобыльской атомной электростанции |
| Создание серии паровых турбин единичной мощностью 500 000 кВт (типа К-500-65/3000) для атомных электростанций | Капинос, Василий Максимович         | доктор технических наук, заведующий кафедрой Харьковского политехнического института имени В. И. Ленина                                                                                   |
| Создание серии паровых турбин единичной мощностью 500 000 кВт (типа К-500-65/3000) для атомных электростанций | Касаткин, Борис Сергеевич           | член-корреспондент Академии наук УССР, заведующий отделом Института электросварки имени Е. О. Патона Академии наук УССР                                                                   |
| Создание серии паровых турбин единичной мощностью 500 000 кВт (типа К-500-65/3000) для атомных электростанций | Сухинин, Виктор Павлович            | кандидат технических наук, начальник конструкторского отдела производственного объединения турбостроения «Харьковский турбинный завод имени С. М. Кирова»                                 |
| Создание серии паровых турбин единичной мощностью 500 000 кВт (типа К-500-65/3000) для атомных электростанций | Вирченко, Михаил Антонович          | заместитель главного конструктора производственного объединения турбостроения «Харьковский турбинный завод имени С. М. Кирова»                                                            |
| Создание серии паровых турбин единичной мощностью 500 000 кВт (типа К-500-65/3000) для атомных электростанций | Панков, Игорь Иванович              | заместитель главного инженера производственного объединения турбостроения «Харьковский турбинный завод имени С. М. Кирова»                                                                |
| Создание серии паровых турбин единичной мощностью 500 000 кВт (типа К-500-65/3000) для атомных электростанций | Рудковский, Арий Фёдорович          | генеральный директор производственного объединения турбостроения «Харьковский турбинный завод имени С. М. Кирова»                                                                         |
| Создание серии паровых турбин единичной мощностью 500 000 кВт (типа К-500-65/3000) для атомных электростанций | Косяк, Юрий Фёдорович               | кандидат технческих наук, главный конструктор производственного объединения турбостроения «Харьковский турбинный завод имени С. М. Кирова»                                                |
| Разработка и промышленное освоение принципиально новых магнитодинамических насос-дозаторов для автоматической заливки чугуна в литейные формы | Погорский, Виктор Константинович    | заведующий группой Института проблем литья Академии наук УССР |
| Разработка и промышленное освоение принципиально новых магнитодинамических насос-дозаторов для автоматической заливки чугуна в литейные формы | Полищук, Виталий Петрович           | кандидат технических наук, заведующий отделом Института проблем литья Академии наук УССР                                                                                                  |
| Разработка и промышленное освоение принципиально новых магнитодинамических насос-дозаторов для автоматической заливки чугуна в литейные формы | Цин, Марк Рахмевич                  | кандидат технических наук, старший научный сотрудник Института проблем литья Академии наук УССР                                                                                           |
| Разработка и промышленное освоение принципиально новых магнитодинамических насос-дозаторов для автоматической заливки чугуна в литейные формы | Галушка, Василий Герасимович        | литейщик завода имени Лепсе производственного объединения «Киевтрактордеталь» |
| Разработка и промышленное освоение принципиально новых магнитодинамических насос-дозаторов для автоматической заливки чугуна в литейные формы | Кулик, Владислав Владимирович       | инженер-конструктор завода имени Лепсе производственного объединения «Киевтрактордеталь»                                                                                                  |
| Разработка и промышленное освоение принципиально новых магнитодинамических насос-дозаторов для автоматической заливки чугуна в литейные формы | Голубчик, Георгий Ксенофонтович     | заместитель главного металлурга завода имени Лепсе производственного объединения «Киевтрактордеталь»                                                                                      |
| Разработка и промышленное освоение принципиально новых магнитодинамических насос-дозаторов для автоматической заливки чугуна в литейные формы | Загоровский, Павел Иванович         | заместитель главного инженера завода имени Лепсе производственного объединения «Киевтрактордеталь»                                                                                        |
| Разработка и промышленное освоение принципиально новых магнитодинамических насос-дозаторов для автоматической заливки чугуна в литейные формы | Злобин, Валерий Филиппович          | генеральный директор производственного объединения «Киевтрактордеталь» |
| Комплекс работ по исследованию, разработке и внедрению новой технологии, высокопроизводительного оборудования и организации массового производства фрикционных дисков методом порошковой металлургии для тракторной и автомобильной промышленности      | Буряк, Иван Петрович                | заместитель начальника отдела «Укргипромез» |
| Комплекс работ по исследованию, разработке и внедрению новой технологии, высокопроизводительного оборудования и организации массового производства фрикционных дисков методом порошковой металлургии для тракторной и автомобильной промышленности      | Акименко, Владимир Борисович        | кандидат технических наук, начальник отдела Всесоюзного промышленного объединения по производству качественных сталей                                                                     |
| Комплекс работ по исследованию, разработке и внедрению новой технологии, высокопроизводительного оборудования и организации массового производства фрикционных дисков методом порошковой металлургии для тракторной и автомобильной промышленности      | Попов, Борис Иванович               | начальник цеха Броварского завода порошковой металлургии имени 60-летия Советской Украины                                                                                                 |
| Комплекс работ по исследованию, разработке и внедрению новой технологии, высокопроизводительного оборудования и организации массового производства фрикционных дисков методом порошковой металлургии для тракторной и автомобильной промышленности      | Медник, Валерий Семёнович           | начальник конструкторского бюро Броварского завода порошковой металлургии имени 60-летия Советской Украины                                                                                |
| Комплекс работ по исследованию, разработке и внедрению новой технологии, высокопроизводительного оборудования и организации массового производства фрикционных дисков методом порошковой металлургии для тракторной и автомобильной промышленности      | Кривенко, Александр Николаевич      | начальник конструкторского бюро Броварского завода порошковой металлургии имени 60-летия Советской Украины                                                                                |
| Комплекс работ по исследованию, разработке и внедрению новой технологии, высокопроизводительного оборудования и организации массового производства фрикционных дисков методом порошковой металлургии для тракторной и автомобильной промышленности      | Ерошенко, Александр Иванович        | заместитель главного инженера Броварского завода порошковой металлургии имени 60-летия Советской Украины                                                                                  |
| Комплекс работ по исследованию, разработке и внедрению новой технологии, высокопроизводительного оборудования и организации массового производства фрикционных дисков методом порошковой металлургии для тракторной и автомобильной промышленности      | Бахолдин, Анатолий Александрович    | заместитель главного инженера Броварского завода порошковой металлургии имени 60-летия Советской Украины                                                                                  |
| Комплекс работ по исследованию, разработке и внедрению новой технологии, высокопроизводительного оборудования и организации массового производства фрикционных дисков методом порошковой металлургии для тракторной и автомобильной промышленности      | Гайдученко, Анатолий Кириллович     | главный инженер Броварского завода порошковой металлургии имени 60-летия Советской Украины                                                                                                |
| Комплекс работ по исследованию, разработке и внедрению новой технологии, высокопроизводительного оборудования и организации массового производства фрикционных дисков методом порошковой металлургии для тракторной и автомобильной промышленности      | Крячек, Виктор Маркович             | кандидат технических наук, старший научный сотрудник Института проблем материаловедения Академии наук УССР                                                                                |
| Комплекс работ по исследованию, разработке и внедрению новой технологии, высокопроизводительного оборудования и организации массового производства фрикционных дисков методом порошковой металлургии для тракторной и автомобильной промышленности      | Федорченко, Иван Михайлович         | академик Академии наук УССР, заведующий отделом Института проблем материаловедения Академии наук УССР                                                                                     |
| Разработка теоретических основ и широкая практическая реализация цифровых методов автоматизации изготовления сложнофасонных изделий на станке с числовым программным управлением \| станках с числовым программным управлением                          | Татаренко, Владимир Николаевич      | кандидат технических наук, начальник Украинского филиала Научно-исследовательского института технологии и организации производства                                                        |
| Разработка теоретических основ и широкая практическая реализация цифровых методов автоматизации изготовления сложнофасонных изделий на станке с числовым программным управлением \| станках с числовым программным управлением                          | Белянин, Пётр Николаевич            | доктор технических наук, начальник Научно-исследовательского института технологии и организации производства                                                                              |
| Разработка теоретических основ и широкая практическая реализация цифровых методов автоматизации изготовления сложнофасонных изделий на станке с числовым программным управлением \| станках с числовым программным управлением                          | Ларьков, Георгий Иванович           | генеральный директор киевского производственного объединения «Коммунист» |
| Разработка теоретических основ и широкая практическая реализация цифровых методов автоматизации изготовления сложнофасонных изделий на станке с числовым программным управлением \| станках с числовым программным управлением                          | Линкин, Геннадий Андреевич          | кандидат технических наук, заведующий сектором Киевского института автоматики имени 25-го съезда КПСС                                                                                     |
| Разработка теоретических основ и широкая практическая реализация цифровых методов автоматизации изготовления сложнофасонных изделий на станке с числовым программным управлением \| станках с числовым программным управлением                          | Музичук, Владимир Тимофеевич        | кандидат технических наук, заведующий отделом Киевского института автоматики имени 25 съезда КПСС                                                                                         |
| Разработка теоретических основ и широкая практическая реализация цифровых методов автоматизации изготовления сложнофасонных изделий на станке с числовым программным управлением \| станках с числовым программным управлением                          | Павлов, Игорь Васильевич            | кандидат технических наук, главный технолог Киевского механического завода |
| Разработка теоретических основ и широкая практическая реализация цифровых методов автоматизации изготовления сложнофасонных изделий на станке с числовым программным управлением \| станках с числовым программным управлением                          | Балабуев, Пётр Васильевич           | главный конструктор Киевского механического завода |
| Разработка теоретических основ и широкая практическая реализация цифровых методов автоматизации изготовления сложнофасонных изделий на станке с числовым программным управлением \| станках с числовым программным управлением                          | Родин, Пётр Родионович              | член-корреспондент Академии наук УССР, заведующий кафедрой Киевского политехнического института имени 50-летия Великой Октябрьской социалистической революции                             |
| Работа «Восстановительная хирургия органов дыхания, глотки и шейного отдела пищевода» | Титар, Григорий Максимович          | кандидат медицинских наук, доцент Днепропетровского медицинского института |
| Работа «Восстановительная хирургия органов дыхания, глотки и шейного отдела пищевода» | Федун, Николай Фёдорович            | кандидат медицинских наук, ассистент кафедры Киевского медицинского института имени академика О. О. Богомольца                                                                            |
| Работа «Восстановительная хирургия органов дыхания, глотки и шейного отдела пищевода» | Тишко, Фёдор Алексеевич             | кандидат медицинских наук, доцент Киевского медицинского института имени академика А. О. Богомольца                                                                                       |
| Работа «Восстановительная хирургия органов дыхания, глотки и шейного отдела пищевода» | Курилин, Иван Авксентиевич          | доктор медицинских наук, заведующий кафедрой Киевского медицинского института имени академика О. О. Богомольца                                                                            |
| Монография «Воспроизводство и цены», опубликованная в 1977 году | Лукинов, Иван Илларионович          | академик Академии наук УССР, действительный член Всесоюзной академии сельскохозяйственных наук имени В. И. Ленина, директор Институт экономики Академии наук УССР Института экономики     |
| Работа «Системные исследования Тропической Атлантики» | Колесников, Аркадий Георгиевич      | Академик Академии наук УССР |
| Работа «Системные исследования Тропической Атлантики» | Новосёлов, Александр Алексеевич     | заведующий лабораторией Морского гидрофизического института Академии наук УССР |
| Работа «Системные исследования Тропической Атлантики» | Хлыстов, Николай Захарович          | кандидат географических наук, заместитель директора Морского гидрофизического института Академии наук УССР                                                                                |
| Работа «Системные исследования Тропической Атлантики» | Тимченко, Игорь Евгеньевич          | доктор физико-математических наук, заместитель директора Морского гидрофизического института Академии наук УССР                                                                           |
| Работа «Системные исследования Тропической Атлантики» | Нелепо, Борис Алексеевич            | академик Академии наук УССР, директор Морского гидрофизического института Академии наук УССР                                                                                              |
| Научно-техническая разработка и внедрение метода внеколонного восстановления катализатора синтеза аммиака | Русов, Михаил Терентьевич           | доктор химических наук (посмертно) |
| Научно-техническая разработка и внедрение метода внеколонного восстановления катализатора синтеза аммиака | Бухановский, Борис Леонтьевич       | бывший главный механик Северодонецка филиала Государственного научно-исследовательского и проектного института азотной промышленности и продуктов органического синтеза                   |
| Научно-техническая разработка и внедрение метода внеколонного восстановления катализатора синтеза аммиака | Кузнецов, Леон Дмитриевич           | кандидат технических наук, заведующий сектором Государственного научно-исследовательского и проектного института азотной промышленности и продуктов органического синтеза                 |
| Научно-техническая разработка и внедрение метода внеколонного восстановления катализатора синтеза аммиака | Овчаренко, Борис Григорьевич        | кандидат технических наук, заместитель директора Государственного научно-исследовательского и проектного института азотной промышленности и продуктов органического синтеза               |
| Научно-техническая разработка и внедрение метода внеколонного восстановления катализатора синтеза аммиака | Лачинов, Серафим Степанович         | доктор технических наук, профессор Московского химико-технологического института имени Д. И. Менделеева                                                                                   |
| Научно-техническая разработка и внедрение метода внеколонного восстановления катализатора синтеза аммиака | Гааг, Виктор Эдуардович             | бывший начальник цеха Северодонецкого производственного объединения «Азот» имени Ленинского комсомола                                                                                     |
| Научно-техническая разработка и внедрение метода внеколонного восстановления катализатора синтеза аммиака | Стрельцов, Олег Анатольевич         | доктор химических наук, заведующий кафедрой Украинской сельскохозяйственной академии |
| Научно-техническая разработка и внедрение метода внеколонного восстановления катализатора синтеза аммиака | Вячеславов, Виктор Иванович         | главный инженер Северодонецкого производственного объединения «Азот» имени Ленинского комсомола                                                                                           |
| Научно-техническая разработка и внедрение метода внеколонного восстановления катализатора синтеза аммиака | Иванова, Элеонера Лазаревна         | Северодонецкое производственное объединение «Азот» |